# Lista de pinturas no Museu de Aveiro

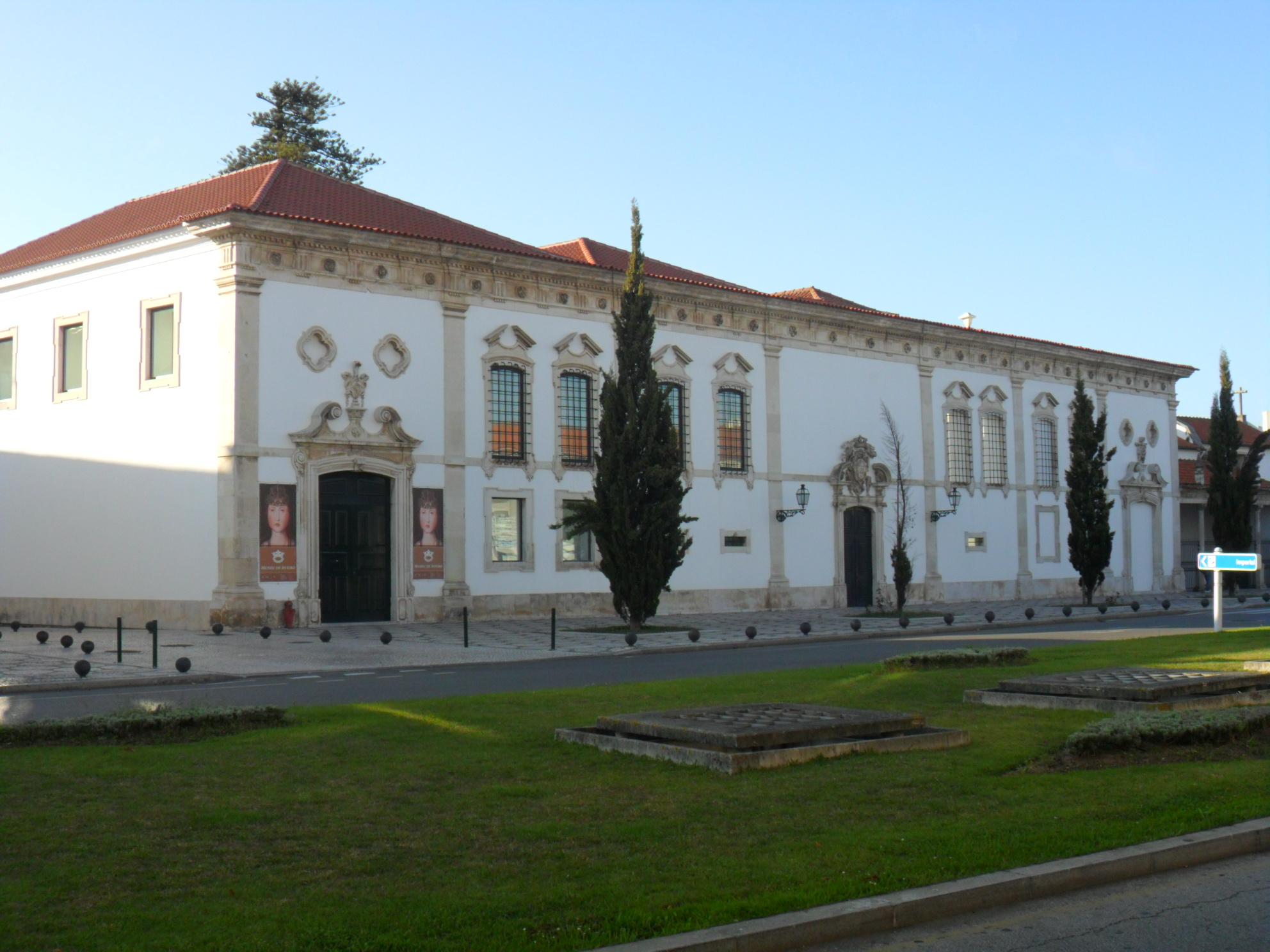
Museu de Aveiro

Esta lista de pinturas no Museu de Aveiro é uma lista não exaustiva das 
pinturas existentes neste museu, não contendo assim todas as pinturas que fazem parte do seu acervo, mas tão só das que se encontram registadas na Wikidata.
A lista está ordenada pela data da publicação de cada pintura. Como nas outras listas geradas a partir da Wikidata, os dados cuja designação se encontra em itálico apenas têm ficha na Wikidata, não tendo ainda artigo próprio criado na Wikipédia.
De temática ou função sacra, o Museu de Aveiro integra núcleos de pintura, escultura, talha, azulejaria, ourivesaria, mobiliário e paramentaria. São na maioria peças provenientes do Convento de Jesus ou de outros conventos extintos da cidade de Aveiro e de outros lugares, documentando épocas desde o século XV ao século XX, com relevância para o período barroco.
| Imagem | Título                                               | Criador                   | Data de Criação | Parte de | Descrito em |
| ------ | ---------------------------------------------------- | ------------------------- | --------------- | -------- | ----------- |
|        | Virgem do Leite                                      | No/unknown value          | século XVI      |          |             |
|        | Ceia no Santo Sepulcro em Roma                       | António André             | 1618            |          |             |
|        | Santa Joana Princesa                                 | António André             | 1618            |          |             |
|        | São Gonçalo de Amarante                              | António André             | 1618            |          |             |
|        | D. Frei Bartolomeu dos Mártires - Arcebispo de Braga | António André             | 1619            |          |             |
|        | São Geraldo de Braga e Doadora                       | No/unknown value          | século XVII     |          |             |
|        | Descida da Cruz                                      | No/unknown value          | século XVII     |          |             |
|        | Morte da Princesa Santa Joana                        | No/unknown value          | 1734            |          |             |
|        | Cristo Acolhendo as Crianças                         | Francisco Augusto Metrass | 1846            |          |             |

∑ 9 items.